# Wilhelm Schack (Admiral)

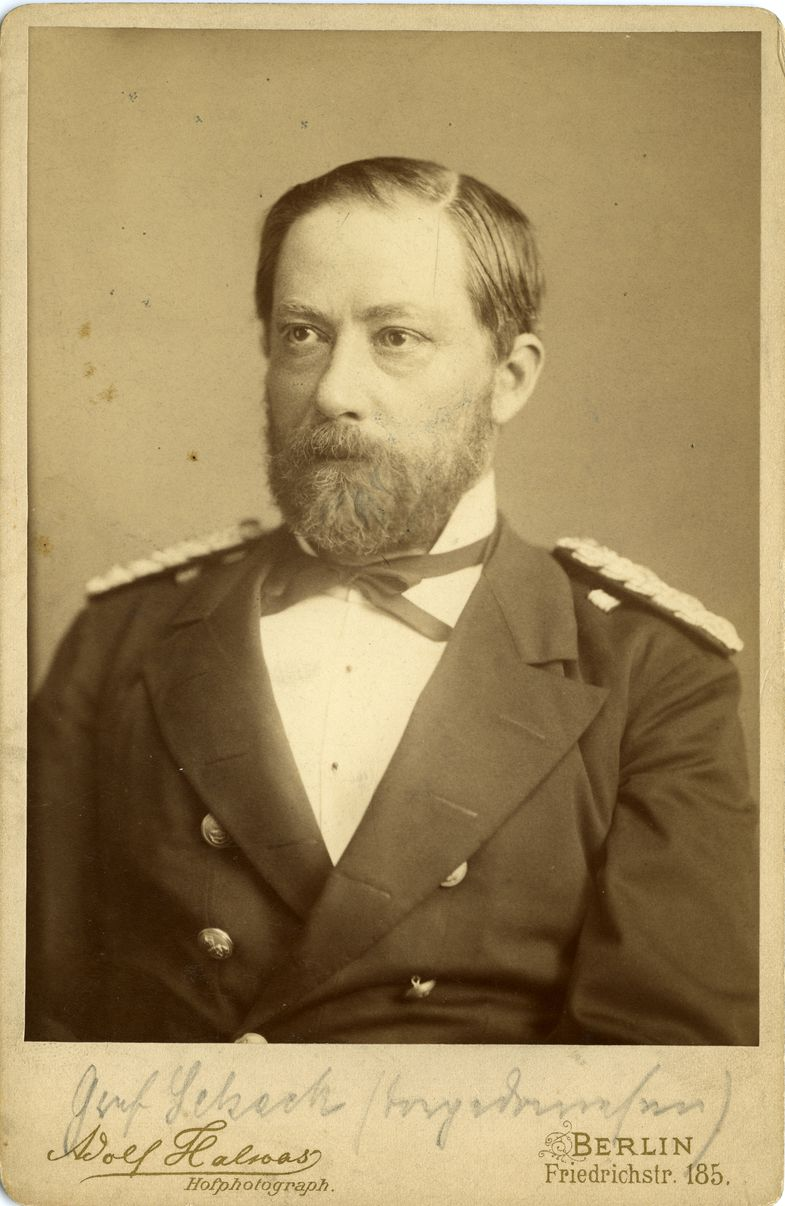
Konteradmiral Wilhelm Schack, ca. 1908

Wilhelm Schack (* 16. März 1860 in Celle; †  5. Februar 1920 in Hannover) war ein deutscher Vizeadmiral der Kaiserlichen Marine.

## Leben
Wilhelm Schack trat am 28. April 1876 zunächst versuchsweise in die Kaiserliche Marine als Kadett ein und wurde Anfang September 1876 definitiv übernommen. Er absolvierte zunächst seine Grund- und Schiffsausbildung, besuchte von Oktober 1876 bis April 1877 die Marineschule in Kiel und war anschließend auf dem Artillerieschulschiff Renown, einem ehemaligen Linienschiff der britischen Royal Navy. Mit Rangdienstalter vom 20. November 1879 avancierte Schack Mitte November 1880 zum Unterleutnant zur See. Mitte Juni 1883 zum Leutnant zur See befördert, war er 1890 beim Torpedoversuchskommando in Kiel. Von 1896 bis 1899 und erneut von 1901 bis 1904 war er im Reichsmarineamt in Berlin. Von Oktober 1899 bis September 1901 war er Kommandant des Kleinen Ungeschützten Kreuzers Seeadler, welcher in der Südsee operierte und ab August 1900 zum Ostasiatischen Kreuzergeschwader gehörte. Anschließend war er bis September 1904 in der Waffenabteilung im Reichsmarineamt. Ab September 1902 war er zusätzlich außerordentliches Mitglied der Artillerieprüfungskommission. In dieser Position wurde er am 15. März 1902 erst zum Fregattenkapitän und dann am 27. September 1903 zum Kapitän zur See befördert. Mit der erneuten Indienststellung Ende September 1904 übernahm er bis Dezember 1905 die Weißenburg. Anschließend war er bis August 1908 Kommandant des Linienschiffs Schwaben. Anschließend folgte seine Versetzung zur Inspektion der Küstenartillerie und des Minenwesens. Hier war Schack zunächst mit der Wahrnehmung der Geschäfte des Inspekteurs und des Kommandanten der Befestigungen der Elbmündung beauftragt. Unter Beförderung zum Konteradmiral wurde er am 12. September 1908 zum Inspekteur und Kommandanten ernannt. Gleichzeitig fungierte er als Kommandant der Befestigungen von Cuxhaven. In diesen Stellungen stieg er am 22. März 1911 zum Vizeadmiral auf. Auf sein Gesuch hin wurde Schack am 9. Dezember 1913 mit der gesetzlichen Pension zur Disposition gestellt.
Nach seiner Verabschiedung war Schack vom 1. April bis zum 15. August 1914 Berater des osmanischen Kriegsministers in Küstenartillerieangelegenheiten. Er inspizierte die Befestigungen und deren Bewaffnung und fertigte einen Bericht an, aus welchem hervorging, dass diese nicht für einen Kriegseinsatz bereit seien. Daraufhin wurde ein neuer Plan für den Aufbau der Verteidigungsstreitkräfte entwickelt.
Schack kann zur sogenannten „Torpedobande“ (engl. „Torpedo Gang“) um Alfred Tirpitz gezählt werden, welche ab 1877 das Torpedowesen der Kaiserlichen Marine maßgeblich beeinflusste und taktisch lenkte.